# Olga Sorkine-Hornung

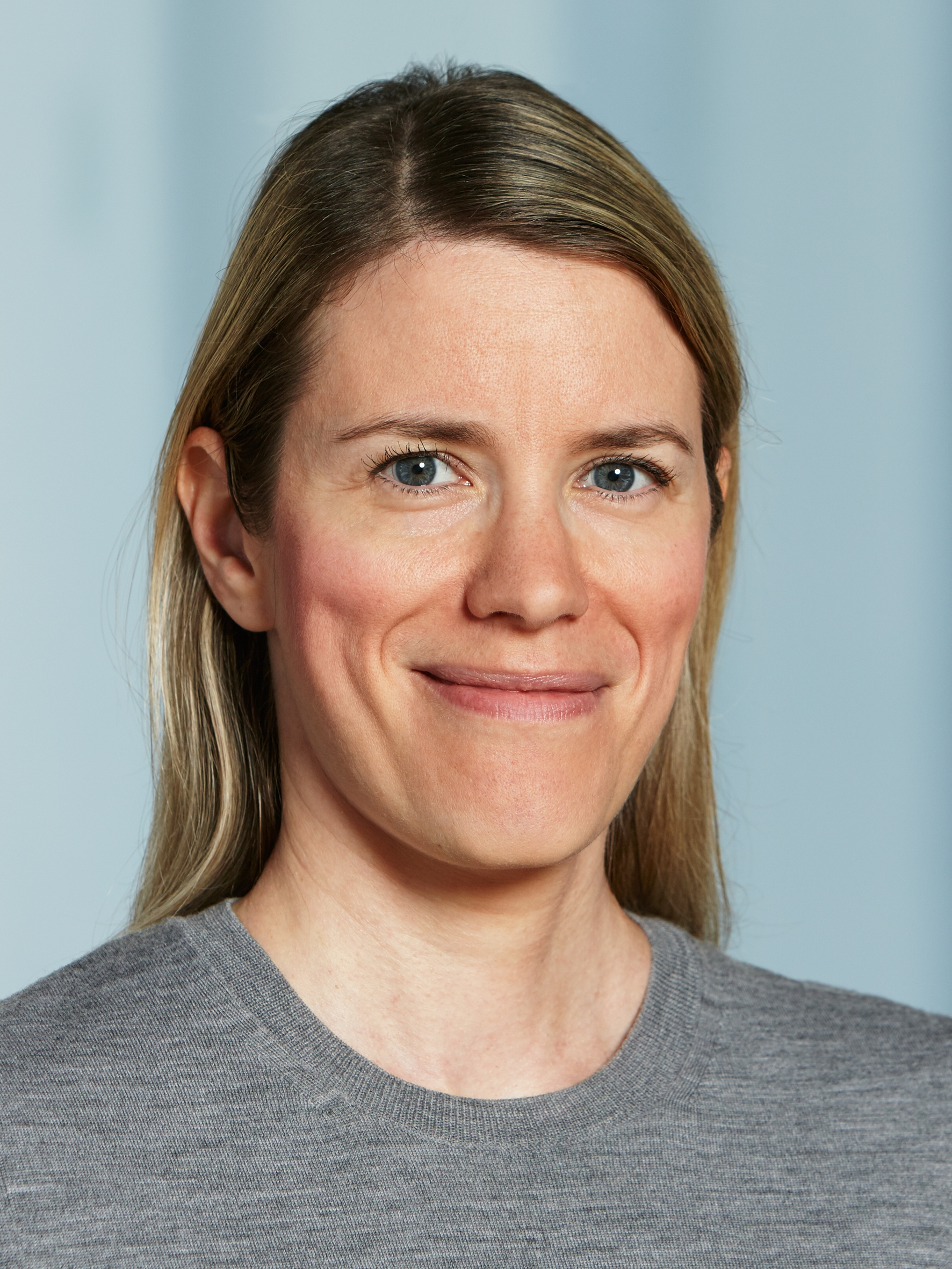
Olga Sorkine-Hornung, 2019

Olga Sorkine-Hornung (* 1981 in Moskau) ist seit 2018 Professorin für Informatik an der ETH Zürich. Die Schwerpunkte ihrer Forschung liegen auf der Computergrafik, der geometrischen Modellierung und der Geometrieverarbeitung.

## Leben und Werdegang
Sorkine-Hornung wurde 1981 im Großraum Moskau geboren. Als Jugendliche zog sie mit ihren Eltern nach Tel Aviv, wo sie die Mittelschule absolvierte. Anschließend studierte sie Mathematik und Informatik an der Tel Aviv University und verfasste dort von 2002 bis 2006 ihre Dissertation. Die Dissertation trägt den Titel Laplacian Mesh Processing. Darauf folgte ein Forschungsaufenthalt an der TU Berlin, bevor Sorkine-Hornung zur Assistenzprofessorin an die New York University berufen wurde. 2011 wechselte sie an die ETH Zürich, zunächst als Assistenzprofessorin, dann als außerordentliche Professorin. 2018 wurde sie an der ETH Zürich zur ordentlichen Professorin ernannt. Sorkine-Hornung leitet das Interactive Geometry Lab der ETH Zürich.
Sie war 2017–2022 Mitglied im A.M. Turing Award Committee der Association for Computing Machinery.

## Forschungsschwerpunkte
Die Forschungsschwerpunkte von Sorkine-Hornung liegen im Gebiet der Computergrafik und geometrischen Modellierung. Dabei forscht sie sowohl an theoretischen Grundlagen in diesen Gebieten als auch an deren Anwendungszwecken, wie beispielsweise der Computeranimation und Datenverarbeitung. Sorkine-Hornung erhielt zahlreiche Auszeichnungen und ist Mitbesitzerin diverser Patente.

## Auszeichnungen (Auswahl)
- 2023: Ernennung zum Mitglied der Schweizerischen Akademie der Technischen Wissenschaften SATW
- 2022: Test of Time Award am Symposium of Geometry Processing[5]
- 2020: Best Paper Award am Eurographics Symposium on Geometry Processing 2020[6]
- 2020: ERC Consolidator Grant[7]
- 2017: Rössler-Preis (dotiert mit CHF 200,000 Forschungsgeldern)[8][9]
- 2017: EUROGRAPHICS Outstanding Technical Contributions Award[10]
- 2016: Best Paper Award an der International Conference on 3D Vision (3DV) 2016[11]
- 2015: Symposium on Geometry Processing Software Award for libigl, a C++ geometry processing library[12]
- 2014: Best Paper Award am Eurographics Symposium on Geometry Processing 2014[12]
- 2013: Intel Early Career Faculty Award[13]
- 2012: ERC Starting Grant[14]
- 2012: Latsis-Preis der ETH Zürich[15]